# Jack Lemmon
John Lemmon (Newton, Massachusetts, 1925 - Los Angeles, Califòrnia, 2001) va ser un actor de cinema estatunidenc.

## Biografia
El seu debut cinematogràfic es produeix com a guionista de la pel·lícula The Lady Takes a Sailor (1949), però ja havia aparegut en uns 400 programes de televisió, entre 1948 i 1953.
Com actor comença a treure el cap a les pantalles en la dècada de 1950, en col·laboració amb el director Richard Quine, amb rols secundaris poc importants. El seu primer paper com a protagonista va ser a la comèdia It Should Happen to You (1954), que també va comptar amb la ja consolidada Judy Holliday com a protagonista femenina. Continua amb My Sister Eileen (1955) secundant a Janet Leigh, i sobretot Escala a Hawaii, per la qual va obtenir un Oscar al millor actor secundari. Després vindrien Operació Nit Boja (1957), comèdia d'ambient militar on Lemmon té el seu primer paper de coprotagonista al costat de Dirk York, i Em vaig enamorar d'una bruixa (1958) amb James Stewart, Kim Novak i Elsa Lanchester.
L'actor va anar ampliant el seu registre en altres títols com Tururut!, comèdia musical de Mark Robson; Foc amagat (1957) amb Robert Mitchum i Rita Hayworth; Cowboy (1958) amb Glenn Ford, dirigit per Delmer Daves, i Ningú no és perfecte (1959), amb Tony Curtis, Marilyn Monroe i George Raft, en una paròdia del cinema de gàngsters, que suposa el seu primer i decisiu treball amb el director Billy Wilder.

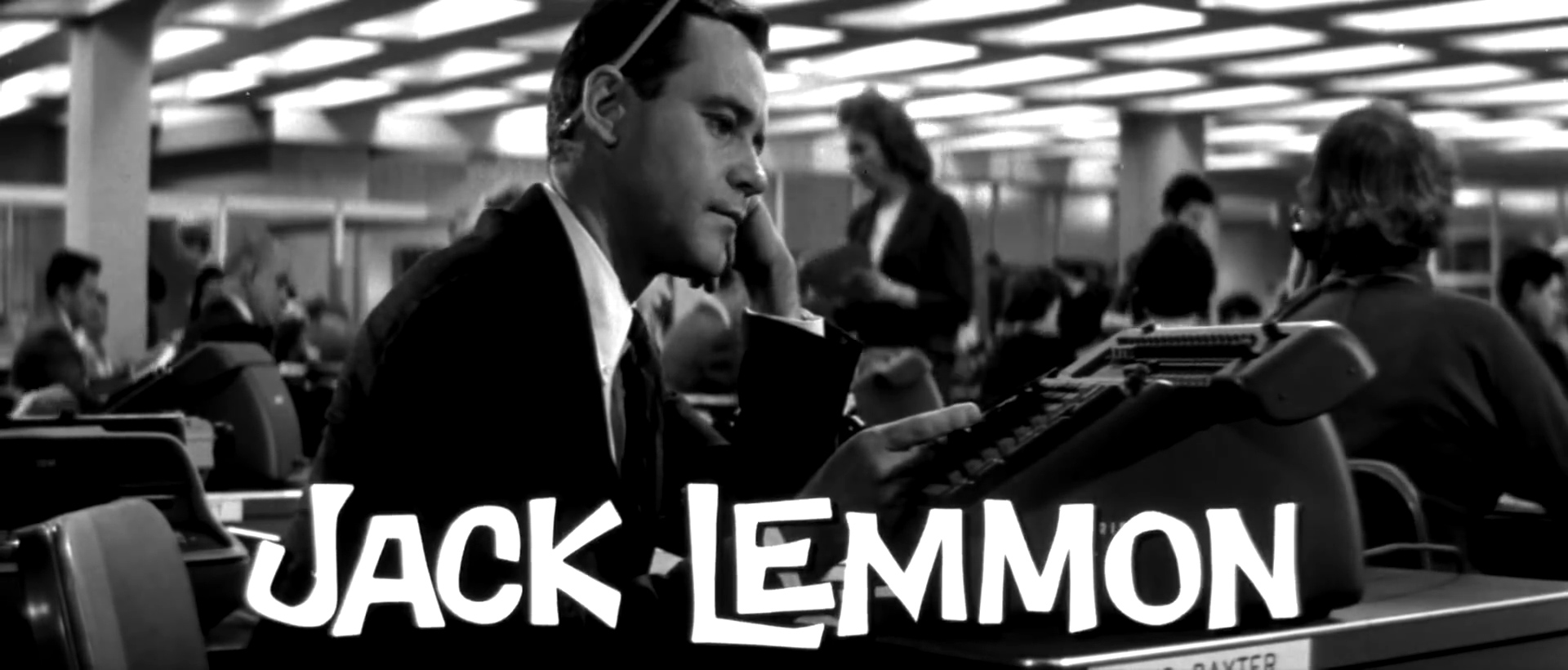
Jack Lemmon a L'apartament (1960)

La dècada de 1960 suposarà el seu gran moment de popularitat i de reconeixement per part de la crítica: L'apartament (1960), al costat de Shirley MacLaine i Fred McMurray, amb la música d'Adolph Deutsch posa en relleu el mestratge d'aquest actor per dominar els matisos d'un personatge tan senzill, com ric en matisos, que es deixa arrossegar en el seu afany de no desairar als seus superiors en l'empresa en què treballa. La pel·lícula va guanyar cinc Oscars. La següent pel·lícula important és Dies de vi i roses (1960) de Blake Edwards, un dels grans clàssics del melodrama sobre l'alcoholisme, al costat de Lee Remick i Charles Bickford. Després va protagonitzar la comèdia The Notorious Landlady (1962), novament amb el director Richard Quine i Kim Novak.
El 1966 Jack Lemmon es va unir a Walter Matthau per primera vegada, per portar al cine l'obra teatral de Neil Simon adaptada per Gene Sacks: L'estranya parella. Aquest film els converteix en estrelles, i els porta a repetir duet en diverses ocasions, en els films de Billy Wilder Un cop de sort (1968); The Front Page (1974) (realitzant una nova versió de l'obra de Ben Hecht i portada al cinema en 1931 per Lewis Milestone com The Front Page i en 1940 per Howard Hawks com His Girl Friday), i a Buddy, Buddy (1981) i Neil Simon's The Odd Couple II (1998).
Les dècades de 1970 i 1980 inicien la maduresa interpretativa de l'actor, amb incursions en un cinema més compromès i dramàtic que abans: El presoner de la Segona Avinguda (1975), de Gene Sacks, al costat de Anne Bancroft. Va ser nominat de nou a l'Oscar pel seu paper a Missing de (Constantin Costa-Gavras, 1982), basat en la història real del periodista nord-americà Charles Horman, que, després de desaparèixer durant el cop d'estat d'Augusto Pinochet a Xile, és buscat pel seu pare (paper interpretat per Lemmon).
El 1974 va obtenir l'Oscar al millor actor per la seva interpretació a Salveu el tigre de John G. Avildsen (1973). Va ser nominat pel seu paper a Missing, sobre un pare que viatja a Xile per tal d'esbrinar què li ha passat al seu fill, desaparegut durant els desordres posteriors al cop d'estat de Pinochet.
Lemmon va realitzar destacades interpretacions teatrals (Long day's journey into night, 1986) i va protagonitzar produccions televisives (L'assassinat de 'Mary' Phagan, W. Hale, 1988).
El 1996 li va ser atorgat l'Os d'Or en el Festival Internacional de Cine de Berlín pel conjunt de la seua carrera.
El 1979 li va ser atorgat el Premi a la interpretació masculina (Festival de Cannes) per La síndrome de la Xina (The China Syndrome) de James Bridges, i el 1982 per Missing de Costa-Gavras.

## Filmografia seleccionada
- 1954: Tururut! (Phffft)
- 1955: La meva germana Eileen (My Sister Eileen) de Richard Quine
- 1957: Foc amagat (Fire Down Below)
- 1959: Em vaig enamorar d'una bruixa (Bell, Book and Candle)
- 1959: Ningú no és perfecte (Some Like it Hot) de Billy Wilder (amb Tony Curtis i Marilyn Monroe)
- 1959: La indòmita i el milionari (It Happened to Jane)
- 1960: L'apartament (The Apartment) de Billy Wilder.
- 1960: Dies de vi i roses (Days of Wine and Roses) de Blake Edwards
- 1960: Pepe de George Sidney
- 1960: La misteriosa dama de negre (The Notorious Landlady)
- 1963: Irma la douce
- 1965: Com matar la pròpia dona (How to Murder Your Wife)
- 1965: La gran cursa (The Great Race)
- 1966: Un cop de sort (The Fortune Cookie)
- 1968: L'estranya parella (The Odd Couple) de Gene Saks
- 1971: Kotch
- 1972: Guerra entre homes i dones (The War Between Men and Women)
- 1973: Save the Tiger
- 1975: El presoner de la Segona Avinguda (The Prisoner of Second Avenue)
- 1979: La síndrome de la Xina (The China Syndrome) de James Bridges
- 1982: Missing de Costa-Gavras
- 1986: Així és la vida (That's Life!) de Blake Edwards
- 1989: El meu pare (Dad) de Gary David Goldberg
- 1991: JFK d'Oliver Stone
- 1992: Èxit a qualsevol preu (Glengarry Glen Ross) de James Foley
- 1993: Dos vells rondinaires (Grumpy Old Men)
- 1995: Discòrdies a la carta (Grumpier Old Men)
- 1996: Hamlet de Kenneth Branagh

## Premis i nominacions

### Premis
- 1957: Oscar al millor actor secundari per Escala a Hawaii
- 1960: Globus d'Or al millor actor musical o còmic per Ningú no és perfecte
- 1960: BAFTA al millor actor per Ningú no és perfecte
- 1961: Globus d'Or al millor actor musical o còmic per L'apartament
- 1961: BAFTA al millor actor per L'apartament
- 1963: Conquilla de Plata al millor actor per Dies de vi i roses
- 1972: Primetime Emmy al millor programa de varietats o musical per 'S Wonderful, 'S Marvelous, 'S Gershwin
- 1973: Globus d'Or al millor actor musical o còmic per Avanti!
- 1974: Oscar al millor actor per Save the Tiger
- 1979: Premi a la interpretació masculina (Festival de Cannes) per La síndrome de la Xina
- 1980: BAFTA al millor actor per La síndrome de la Xina
- 1981: Os de Plata a la millor interpretació masculina per Tribute
- 1982: Premi a la interpretació masculina (Festival de Cannes) per Missing
- 1991: Premi Cecil B. DeMille
- 1992: Copa Volpi per la millor interpretació masculina per Èxit a qualsevol preu
- 1996: Os d'Or honorífic
- 2000: Globus d'Or al millor actor de minisèrie o telefilm per Inherit the Wind
- 2000: Primetime Emmy al millor actor en minisèrie o telefilm per Tuesdays with Morrie

### Nominacions
- 1956: BAFTA al millor actor estranger per Escala a Hawaii
- 1960: Oscar al millor actor per Ningú no és perfecte
- 1961: Oscar al millor actor per L'apartament
- 1963: Oscar al millor actor per Dies de vi i roses
- 1963: Globus d'Or al millor actor dramàtic per Dies de vi i roses
- 1964: Globus d'Or al millor actor musical o còmic per Irma la douce
- 1964: Globus d'Or al millor actor musical o còmic per Under the Yum Yum Tree
- 1964: BAFTA al millor actor estranger per Dies de vi i roses
- 1966: Globus d'Or al millor actor musical o còmic per The Great Race
- 1966: BAFTA al millor actor estranger per Presta'm el teu marit
- 1966: BAFTA al millor actor estranger per Com matar la pròpia dona
- 1969: Globus d'Or al millor actor musical o còmic per L'estranya parella
- 1971: Globus d'Or al millor actor musical o còmic per The Out of Towners
- 1974: Globus d'Or al millor actor dramàtic per Save the Tiger
- 1975: Globus d'Or al millor actor musical o còmic per The Front Page
- 1976: Primetime Emmy al millor actor dramàtic o especial còmic per The Entertainer
- 1980: Oscar al millor actor per La síndrome de la Xina
- 1980: Globus d'Or al millor actor dramàtic per La síndrome de la Xina
- 1981: Oscar al millor actor per Tribute
- 1981: Globus d'Or al millor actor dramàtic per Tribute
- 1983: Oscar al millor actor per Missing
- 1983: Globus d'Or al millor actor dramàtic per Missing
- 1983: BAFTA al millor actor per Missing
- 1987: Globus d'Or al millor actor musical o còmic per Així és la vida
- 1988: Globus d'Or al millor actor de minisèrie o telefilm per Long Day's Journey Into Night
- 1988: Primetime Emmy al millor actor en minisèrie o telefilm per The Murder of Mary Phagan
- 1989: Globus d'Or al millor actor de minisèrie o telefilm per The Murder of Mary Phagan
- 1990: Globus d'Or al millor actor dramàtic per Dad
- 1994: Globus d'Or al millor actor de minisèrie o telefilm per Great Performances
- 1998: Globus d'Or al millor actor de minisèrie o telefilm per 12 Angry Men
- 1998: Primetime Emmy al millor actor en minisèrie o telefilm per 12 Angry Men
- 1999: Globus d'Or al millor actor de minisèrie o telefilm per Tuesdays with Morrie
- 1999: Primetime Emmy al millor actor en minisèrie o telefilm per Inherit the Wind